# Vadim Tarassov
Pour les articles homonymes, voir Tarassov.
Vadim Guennadievitch Tarassov  - en russe : Вадим Геннадьевич Тарасов et en anglais : Vadim Tarasov (né le 31 décembre 1976 à Öskemen, anciennement Oust-Kamenogorsk, en République socialiste soviétique kazakhe) est un joueur professionnel kazakho-russe de hockey sur glace. Il évolue au poste de gardien de but. Il est le père du joueur Daniil Tarassov.

## Carrière de joueur
En 1997, il débute avec l'équipe réserve du Metallourg Novokouznetsk dans la Pervaïa liga, le troisième échelon russe,. La saison suivante, il est aligné dans la Superliga. Il est choisi au cours du repêchage d'entrée 1999 dans la Ligue nationale de hockey par les Canadiens de Montréal en 7e ronde, en 196e position. En 2001, il part en Amérique du Nord et est assigné au club-école des Citadelles de Québec dans la Ligue américaine de hockey. Il joue quatorze matchs et revient la saison suivante à Novokouznetsk. En 2006, il signe au Salavat Ioulaïev Oufa avec qui il remporte la Superliga 2008. Il intègre l'effectif du Neftekhimik Nijnekamsk dans la Ligue continentale de hockey en 2009.

### Trophées et honneurs personnels
- Superliga
  - 1999 : nommé meilleur gardien.
  - 1999 : nommé dans l'équipe type.
  - 2000 : nommé meilleur gardien.
  - 2001 : nommé meilleur gardien.
  - 2001 : nommé dans l'équipe type.